# Dorothy Kirsten
Dorothy Kirsten (6 de julio de 1910 — 18 de noviembre de 1992) fue una soprano estadounidense. 

## Biografía
Nacida en Montclair, Nueva Jersey, su madre era organista y profesora de música, su abuelo director, y su tía abuela, Catherine Hayes, fue también cantante de ópera. A los 16 años de edad dejó la high school y trabajó para la compañía de máquinas de coser Singer Corporation y para New Jersey Bell, estudiando canto en su tiempo libre. Su profesor, Louis Darnay, le dio finalmente empleo como su secretaria y criada.
A finales de los años treinta había iniciado su carrera profesional cantando en la emisora WINS (AM), era miembro del Coro Kate Smith, y vocalista de grupos musicales pop. A partir de 1938 tuvo como mentora a Grace Moore, que tenía un estudio en Roma con Astolfo Pescia. Su permanencia en Europa se vio interrumpida por el inicio de la Segunda Guerra Mundial, por lo que volvió a Estados Unidos en 1939, debutando en la Exposición General de segunda categoría de Nueva York de 1939. Posteriormente interpretó diversos papeles en la Compañía Chicago Grand Opera (Manon, 1940), la Compañía San Carlo Opera (1942), la New York City Opera (1943), la Ópera de San Francisco (1945), y la Orquesta Filarmónica de Nueva York (1945). Además, trabajó en un programa radiofónico, "Keepsakes", entre 1943 y 1944.
Kirsten entró a formar parte de la lista de las principales sopranos de la Philadelphia La Scala Opera Company (PLSOC) en 1943, pasando gran parte de su tiempo actuando en dicha formación hasta 1947. Su debut con la compañía tuvo lugar en el Syria Mosque de Pittsburg el 18 de mayo de 1943 interpretando el papel de Mimí en la ópera de Giacomo Puccini La Bohème, con Nino Martini como Rodolfo y Carlo Morelli como Marcello, bajo la dirección de Armand Balendonck. En la temporada 1943-1944 de la PLSOC en la Academy of Music interpretó en numerosas ocasiones a Mimí y cantó la Nedda de Pagliacci, con Giovanni Martinelli como Canio. También viajó con la compañía a Detroit en octubre de 1943, cantando Mimí frente al Rodolfo de Armand Tokatyan. Kirsten estrenó la temporada 1944-1945 de la PLSOC cantando el papel de Micaela en la ópera de Georges Bizet Carmen, con Bruna Castagna en el papel del título. Otro viaje con la compañía la llevó a Cleveland, donde volvió a interpretar a Mimí. En febrero de 1946 la PLSOC fue a Washington D. C., donde Kirsten interpretó la Margarita de la ópera de Charles Gounod Faust. En diciembre de 1949 grabó Manon Lescaut con el mundialmente famoso tenor Jussi Björling. Su última actuación con la PLSOC tuvo lugar en la temporada 1946-1947, cantando el papel de Cio-Cio-San en Madama Butterfly y el de Julieta en Romeo y Julieta. 
Kirsten debutó en el Metropolitan Opera House de Nueva York el 1 de diciembre de 1945 cantando el papel de Mimí, y siguió cantando en dicho centro a lo largo de los siguientes treinta años. Aunque cantaba principalmente en los Estados Unidos, en ocasiones también actuó en Europa, interpretando en el Teatro Bolshói (URSS) en 1962 el papel de Violetta, perteneciente a La Traviata. Además, cantó en el estreno en Estados Unidos de la obra de William Walton Troilus and Cressida y en la ópera de Francis Poulenc Diálogos de carmelitas, representada en San Francisco (California).
Aparte sus actividades operísticas, Kirsten cantó en la radio junto a Frank Sinatra, Bing Crosby, Nelson Eddy, y Perry Como. También actuó en dos filmes, Mr. Music (1950) y The Great Caruso (1951). Su última interpretación tuvo lugar en el Metropolitan Opera House el 10 de febrero de 1979 cantando el papel de Tosca.
En 1982 publicó una autobiografía, A Time to Sing. Se casó en tres ocasiones: su primer matrimonio fue con Edward MacKayes Oates, del que se divorció en 1949; el segundo fue con Eugene Chapman en 1951, falleciendo su marido tres años más tarde; el último fue con el neurocirujano Douglas French, fallecido en 1989. Dorothy Kirsten sufrió un ictus el 5 de noviembre de 1992, falleciendo a causa de complicaciones del mismo el 18 de noviembre de 1992 en Los Ángeles, California.